# Belostoma bakeri
Belostoma bakeri är en insektsart som beskrevs av F. Jules Montandon 1913. Belostoma bakeri ingår i släktet Belostoma och familjen Belostomatidae. Inga underarter finns listade i Catalogue of Life.